# Marvel UK
Marvel UK fou una filial de l'editorial Marvel Comics des de la dècada dels setanta fins als anys noranta, ubicada al Regne Unit. La major part dels seus còmics, però, estaven produïts per al mercat nord-americà.
Les creacions més cèlebres de la filial britànica van ser Captain Britain i la seva germana Psylocke, sorgida també a les pàgines de Captain Marvel i que ha format part habitualment dels famosos X-Men, a més d'altres personatges com Death's Head, Motormouth & Killpower i Knights of Pendragon. Juntament amb això, la societat estava encarregada de publicar les reedicions de còmics Marvel nord-americans en les antologies com Mighty World of Marvel, Hulk Presents i Marvel Bumper Comics, a més de nombrosos títols de Spiderman i dels X-Men. La filial va publicar també còmics sota llicència, com la revista del Doctor Who, Star Wars i The Transformers, amb històries inèdites.
Als anys noranta, i sota la responsabilitat de l'editor Paul Neary, l'empresa va llançar títols basats en l'Univers Marvel però centrats en la ciència-ficció i la màgia, més que no en superherois tradicionals. Entre eixos còmics hi havia Warheads, Death's Head II i Motormouth & Killpower. Aquestos còmics estaven tots lligats al voltant d'una misteriosa organització anomenada Mys-Tech, que pretenia dominar el món.
La fallida de Marvel UK va deixar diversos projectes inèdits, com la sèrie limitada Lost Cannons, Ripwire i Timestryke, mentre que Wild Angels, originalment prevista com sèrie limitada va ser publicada com One-Shot per Marvel Italia.
Marvel UK és hui en dia part del grup editorial Panini.